# Werkring
Der Werkring war eine Vereinigung von Berliner Künstlern, die von 1904 bis 1907 bestand.

## Gründung zu Beginn des 20. Jahrhunderts
Für die von April bis November 1902 dauernde 1. Internationale Ausstellung für Kunstgewerbe in Turin versammelten sich die teilnehmenden Berliner Künstler zu einem gemeinsamen Auftritt unter dem Namen Werkring, Vereinigung für Haus- und Wohnungskunst.
Die Beteiligung der Gruppe an der deutschen Ausstellung auf der Weltausstellung 1904 in St. Louis hob Hermann Muthesius lobend hervor. An der Großen Berliner Kunstausstellung 1905 war der Werkring ebenfalls vertreten, wobei August Endell den Hauptraum gestaltete. Von Endell stammen auch die einzigen überlieferten programmatischen Äußerungen zur Künstlervereinigung (vgl. Literatur).
Ein offenbar letztes Mal präsentierte sich die Gruppe auf der Dritten Deutschen Kunstgewerbeausstellung Dresden 1906, vorbereitet durch eine im April 1906 erfolgte Ausstellung im Charlottenburger Rathaus im Frühling desselben Jahres. Im Zusammenhang mit den Auftritten des Werkrings sind auch einige Beiträge von Werkring-Mitgliedern an den Ausstellungen moderner Wohnräume im Berliner Warenhaus Wertheim 1902 und 1905 zu sehen, die unter der Leitung des Werkring-Mitglieds Curt Stoeving standen.
Im Jahr 1907 wurde der Deutsche Werkbund gegründet, in den die meisten der Werkring-Mitglieder eintraten. Eventuell stand der Werkring Pate für die Namensgebung dieser neuen Vereinigung. Stilistisch bemühte sich der Werkring um Vereinfachung und zeigte Werke des Überganges vom Jugendstil auf dem Wege zu einem neuen Klassizismus (Julius Posener, vgl. Literatur).

## Mitglieder (Auswahl)
Die Angaben zur genauen Zusammensetzung der Gruppe variieren, genannt werden:
- August Endell (1871–1925), Architekt, Kunstgewerbler, Fachschriftsteller
- Albert Gessner (1868–1953), Architekt, Hochschullehrer, Fachschriftsteller
- Alfred Grenander (1863–1931), Architekt
- Anton Huber (1873–1939), Architekt, Kunstgewerbler, Fachschullehrer
- Patriz Huber (1878–1902), Innenarchitekt, Kunstgewerbler
- Sepp Kaiser (1872–1936), Architekt, Kunstgewerbler
- Arno Körnig (1870–1939), Architekt, Kunstgewerbler, Fachschullehrer
- Hugo Lederer (1871–1940), Bildhauer
- Walter Leistikow (1865–1908), Maler, Grafiker, Mitbegründer der Berliner Secession
- Alfred Mohrbutter (1867–1916), Maler, Zeichner, Kunstgewerbler
- Bruno Möhring (1863–1929), Architekt, Kunstgewerbler, Fachschriftsteller
- Carl Cowen Schirm (1852–1928), Maler, Fotograf
- Walther Schmarje (1872–1921), Bildhauer, Maler
- Theo Schmuz-Baudiß (1859–1942), Maler, Zeichner, Modelleur, Keramiker, Direktor der Königlichen Porzellan-Manufaktur Berlin
- Otto Stichling (1866–1912), Bildhauer
- Curt Stoeving (1863–1939), Maler, Kunstgewerbler
- Georg Tippel (1875–1917), Grafiker, Kunstgewerbler
- Fia Wille (1868–1920), Kunstgewerblerin, Innenarchitektin
- Rudolf Wille (1873–1948?), Ingenieur, Innenarchitekt, Kunstgewerbler